# Арсенід галію
Арсені́д га́лію (GaAs) — кристалічна речовина із кристалічною ґраткою типу цинкова обманка.
Прямозонний напівпровідник із шириною забороненої зони 1,424 еВ. Широко використовується для створення напівпровідникових пристроїв, багатошарових структур, квантових точок, дротин й ям.
Належить до класу інтерметалічних сполук елементів ІІІ і V груп періодичної системи елементів, скорочено — сполуки AIIIBV (англ. III-V Compounds).

## Кристалічна ґратка

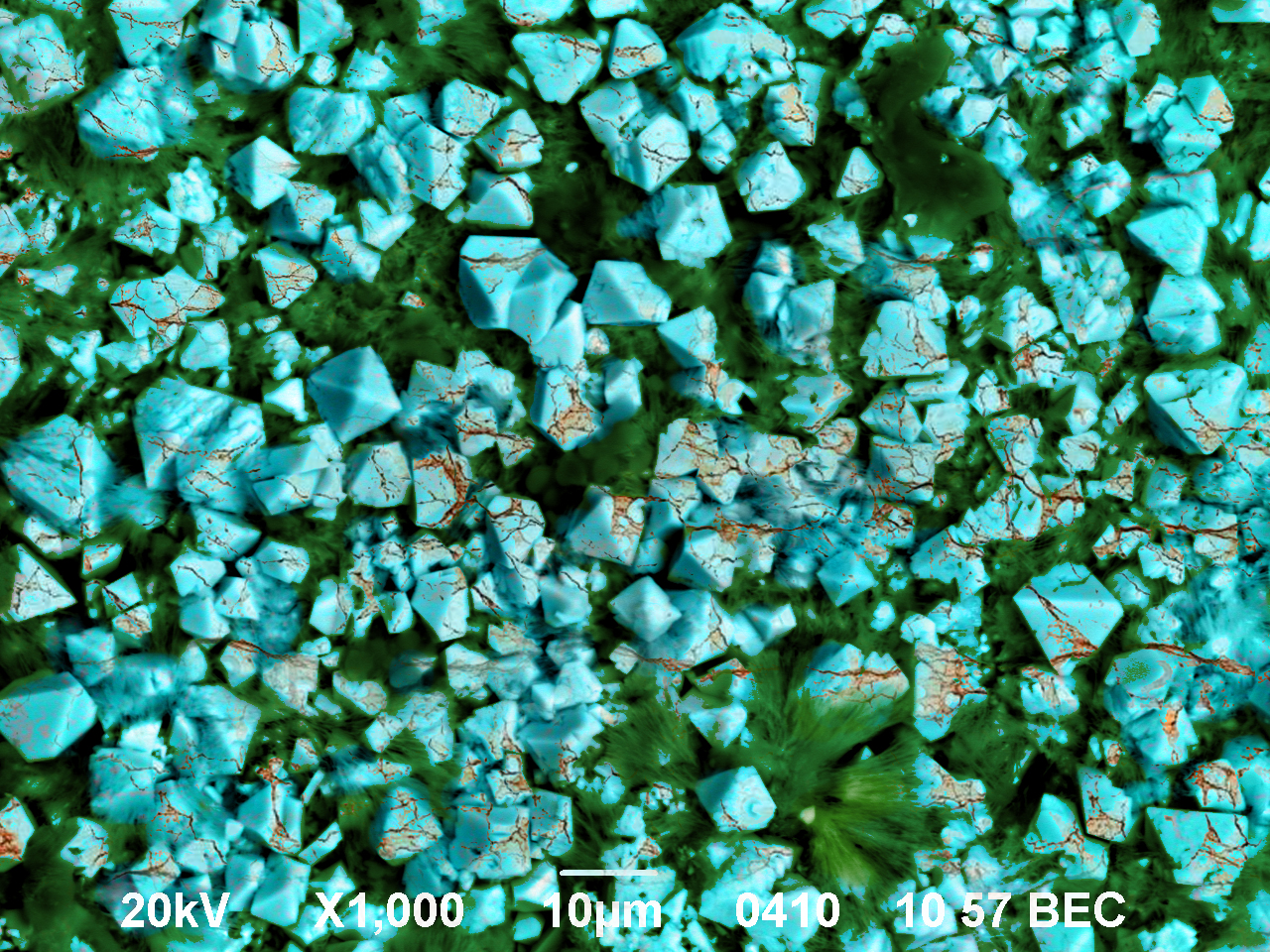
Нанокристалічна поверхня

Арсенід галію має кубічну гранецентровану ґратку типу ґратки цинкової обманки.

## Методи отримання
Арсенід галію отримують, сплавляючи чисті арсен (As) і галій (Ga) у кварцовій колбі при температурі близько 1240 °C при тиску пари близько 1000 ГПа. Кристали ростуть із зародків, що утворюються самовільно.
Для отримання монокристалів використовують також методи направленої кристалізації (горизонтальний метод Бріджмена), витягування з розплаву (метод Чохральського) і зонного плавлення.
Тип провідності й рухливість носіїв заряду в кристалах залежить від концентрації домішок, що залишаються при виготовлені. Найважливішими з них є кремній та мідь, які переходять в арсенід галію з кварцу (кремній) і тигелів чи ампул (мідь). Кремній є донором [джерело?], тому здебільшого отримані кристали мають n-тип провідності.